# Solaris Bus & Coach

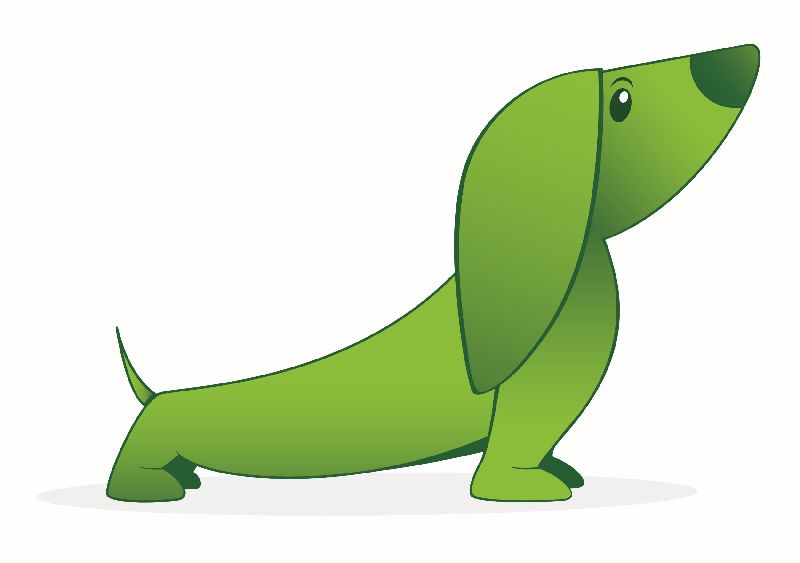
Il Bassotto Verde, simbolo del pianale ribassato dei bus Solaris.

Solaris Bus & Coach Sp. z o.o. è un'azienda privata polacca attiva nella produzione di autobus, filobus e tram.
Fondata come filiale polacca della tedesca Neoplan, l'azienda ha poi lanciato nel 1999 il suo primo modello di autobus, denominato Urbino. Nel 2018 è entrata a far parte del gruppo spagnolo CAF.

## Storia
Nel 1994 l'ingegnere polacco Krzysztof Olszewski e sua moglie Solange Olszewska fondano l'ufficio commerciale della Neoplan Polska, con sede a Varsavia. Lo stesso anno, viene prodotto il primo Neoplan polacco da 15 metri per l'MZA di Varsavia.
Tra il 1995 e il 1997 la famiglia Olszewski apre uno stabilimento a Bolechowo, nei pressi di Poznań, in Polonia; inizia a produrre 72 autobus per la città di Poznań e rimane l'unico produttore di autobus tra i 10 e i 18 metri in Polonia.
Nel 1998 vengono prodotti autobus per l'azienda Oriflame e per l'aeroporto di Varsavia-Okęcie.
I filobus sono realizzati in collaborazione con la società ungherese Ganz Electro o con la divisione ceca della Cegelec. Entrambe le aziende fabbricano i dispositivi elettrici per i veicoli.
Nel 2007 Solaris impiegava circa 1 200 addetti, nel 2009 circa 1 600. Oggi "Solaris Bus & Coach" costruisce circa 1 000-1 200 autobus all'anno.
Nel marzo 2014 Solaris festeggia il traguardo di 10 000 autobus venduti.
Nell'agosto del 2014 iniziano i lavori di ampliamento all'impianto di Bolechowo. L'investimento, da 10 milioni di euro, prevede un aumento dell'area di produzione di 7 500 m2.

### Design dei veicoli
La caratteristica principale dei mezzi Solaris, ripresa prima in passato sugli autobus e poi sui tram, è la forma del parabrezza, che permetterebbe al conducente una maggiore visibilità della strada dal posto di guida, specialmente del bordo del marciapiede sul lato destro del veicolo.
Un'ulteriore caratteristica comune in tutta la linea di prodotti è l'utilizzo di una mascotte, un bassotto Dachsund di colore verde, che richiama il pianale integralmente ribassato degli autobus.

## Produzione dei veicoli
Nel 2000 vengono costruiti degli autobus Urbino da 12 metri per la città di Berlino e da 15 metri per la città di Ostrava, dopodiché, nel 2001 l'azienda cambia denominazione, da Neoplan Polska a Solaris Bus & Coach Sp. z o.o..
Sempre nel 2001 la Solaris Bus & Coach presenta il primo filobus, il Solaris Trollino 12, i cui modelli definitivi vengono acquistati per le città di Gdynia e Riga.
Nel 2002 vengono prodotti autobus Solaris Urbino da 12 e 18 metri per Berlino, tra cui il millesimo esemplare del modello Urbino; in più, esce la seconda generazione di quest'ultimo. L'anno successivo uscirà l'autobus interurbano Solaris Vacanza, disponibile in taglie da 12 e 13 metri. Sempre nel 2003 uscirà il Solaris Trollino 15, il primo filobus a pianale ribassato lungo 15 metri della Storia.
Nel 2004 la Solaris lancia il Solaris Urbino CNG (propulsione a gas naturale compresso) e l'Urbino Low Entry, ad entrata ribassata, oltre alla terza generazione dell'intera catena di autobus e filobus. La terza generazione è caratterizzata da un parabrezza dalle linee più morbide e arrotondate e dagli interni più futuristici.
Nel 2006, la Solaris presenta il primo modello a trazione ibrida seriale del Solaris Urbino 18, prodotto in collaborazione con l'americana Allison Transmission, fornitrice del sistema a trazione ibrida.

### Autobus ibridi
Nel 2006, la Solaris presenta il primo modello a trazione ibrida seriale del Solaris Urbino 18, prodotto in collaborazione con l'americana Allison Transmission, fornitrice del sistema a trazione ibrida.
I modelli prodotti sono:
- Solaris Urbino 18 Hybrid Allison, con trazione ibrida fornita da Allison Transmission, attualmente il più diffuso;
- Solaris Urbino 12 Hybrid Škoda, un solo esemplare prodotto, assieme a Škoda Electric e Kiepe Electric;
- Solaris Urbino 12,9 Hybrid, 2 esemplari realizzati con l'azienda finlandese Valmet Automotive, in servizio presso Tampere, Finlandia;
- Solaris Urbino 18 DIWAhybrid, dotato di trazione ibrida parallela, prodotto con la Voith Turbo, e dotato di Supercapacitori;
- Solaris Urbino 18 Hybrid Vossloh Kiepe, prodotto in collaborazione con Vossloh Kiepe, dotato di supercondensatori o batterie ricaricabili, con motore diesel Cummins e plug per ricarica tramite presa in sosta.
- Solaris Urbino 12 Eaton, bus di prova a trazione ibrida, quest'ultima fornita dalla Eaton.

### Tram
Tra il 2006 e il 2007, Solaris fornì diversi componenti per i tram di Cracovia, in collaborazione con le aziende Bombardier, ADTranz e Vossloh Kiepe. Nel 2009, la Solaris Bus introduce il prototipo Solaris Tramino, tram a pianale interamente ribassato.
I componenti del Tramino sono forniti da varie aziende specializzate: Voith (ingranaggi), MEDCOM (elettronica di trazione a IGBT), GHH, VEM Dresda, Hanning & Kahr, Hübner (snodo), Stemmann, Ultimate, e Konvekta (moduli aria condizionata).

### La quarta generazione (Solaris Urbino IV)

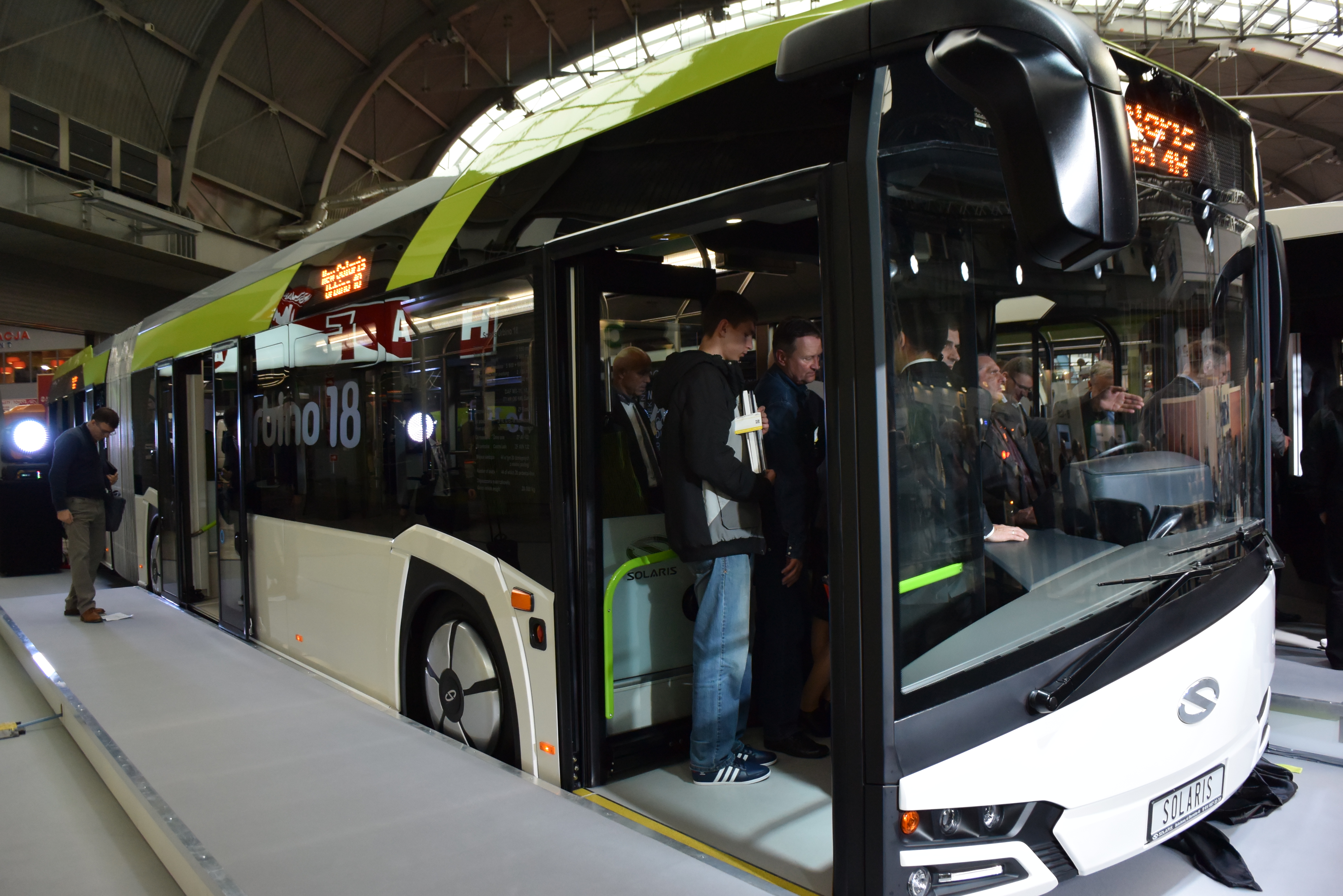
Il nuovo Solaris Urbino 2015, versione da 18 metri, esposto all'IAA Hannover del 2014.

All'inizio dell'estate del 2014, la Solaris annunciò il lancio dei primi Solaris Urbino 12 e 18 di quarta generazione, tramite un sito internet dedicato.
Presentati ed esposti nella sezione Veicoli Commerciali dell'IAA Hannover 2014, i nuovi Solaris hanno subito un nuovo restyling, con un design che ricorda le linee del Solaris Interurbino 12,8.
La nuova generazione è caratterizzata dallo spostamento del serbatoio del carburante presso il passaruota anteriore (similmente al Mercedes Benz Citaro), aumentando quindi lo spazio per i passeggeri in piedi, da una cornice superiore che delimita il tetto del mezzo e dal design frontale, che ha un taglio netto arrotondato sul parabrezza e le linee in generale più squadrate.

## Prodotti

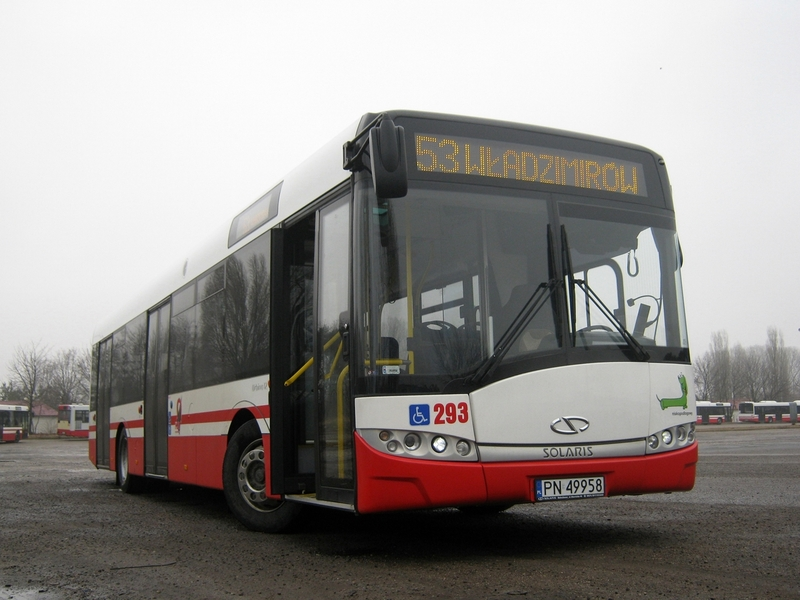
Un Solaris Urbino 12

### Autobus

#### Solaris Alpino
- Solaris Alpino 8,6 LE
- Solaris Alpino 8,9 LE

#### Solaris Urbino
- Solaris Urbino 8.9 LE Electric (low entry, elettrico)
- Solaris Urbino 10
- Solaris Urbino 12 (low floor, diesel)
- Solaris Urbino 12 CNG (low floor, metano)
- Solaris Urbino 12 Hybrid (low floor, ibrido elettrico/diesel)
- Solaris Urbino 12 Electric (low floor, elettrico)
- Solaris Urbino 12 LE (low entry, diesel)
- Solaris Urbino 12 LE CNG (low entry, metano)

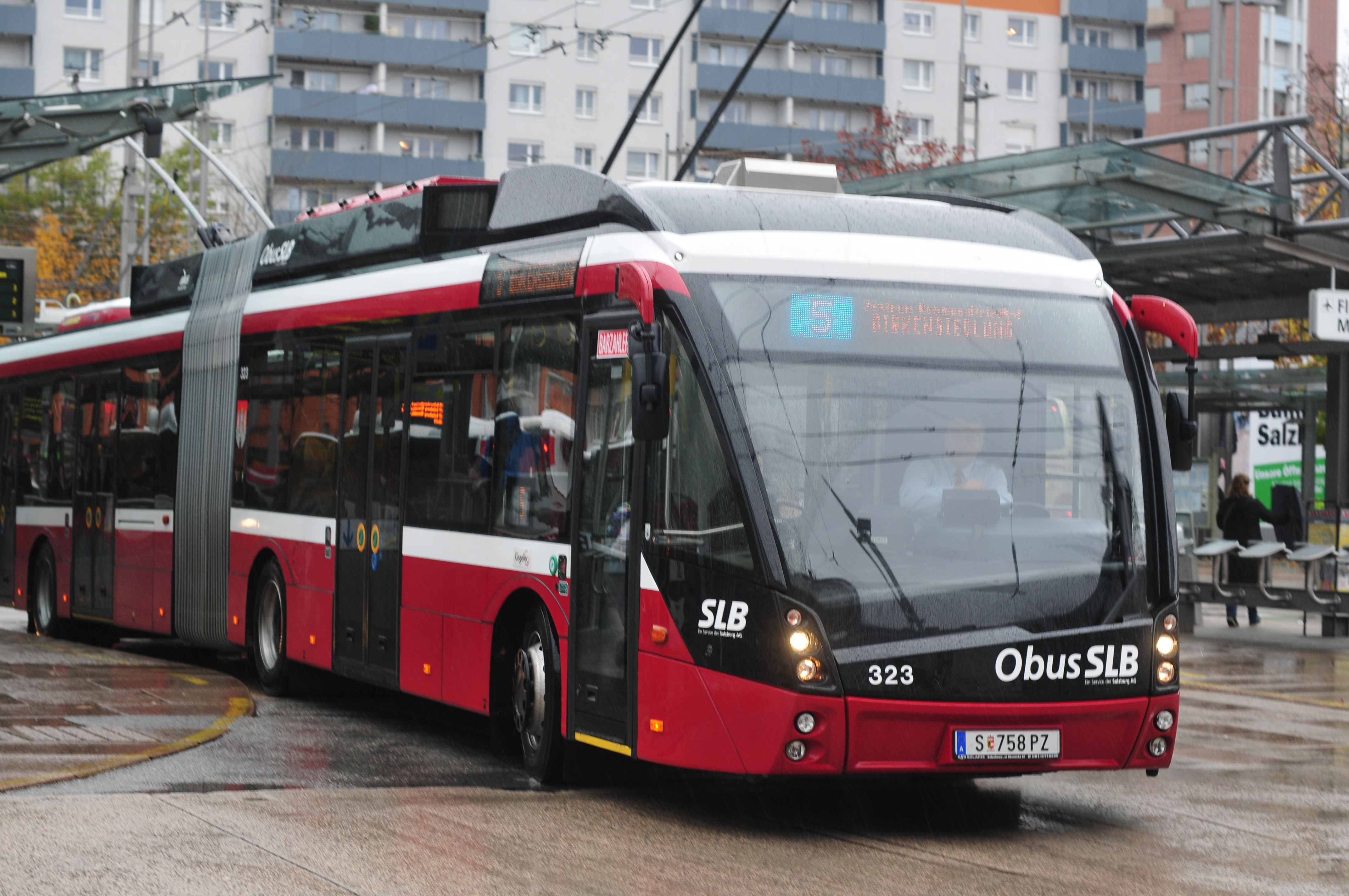
Un Solaris Trollino 18 MetroStyle a Salisburgo

- Solaris Urbino 15 (low floor, diesel)
- Solaris Urbino 15 CNG (low floor, metano)
- Solaris Urbino 15 LE  (low entry, diesel)
- Solaris Urbino 15 LE CNG (low entry, metano)

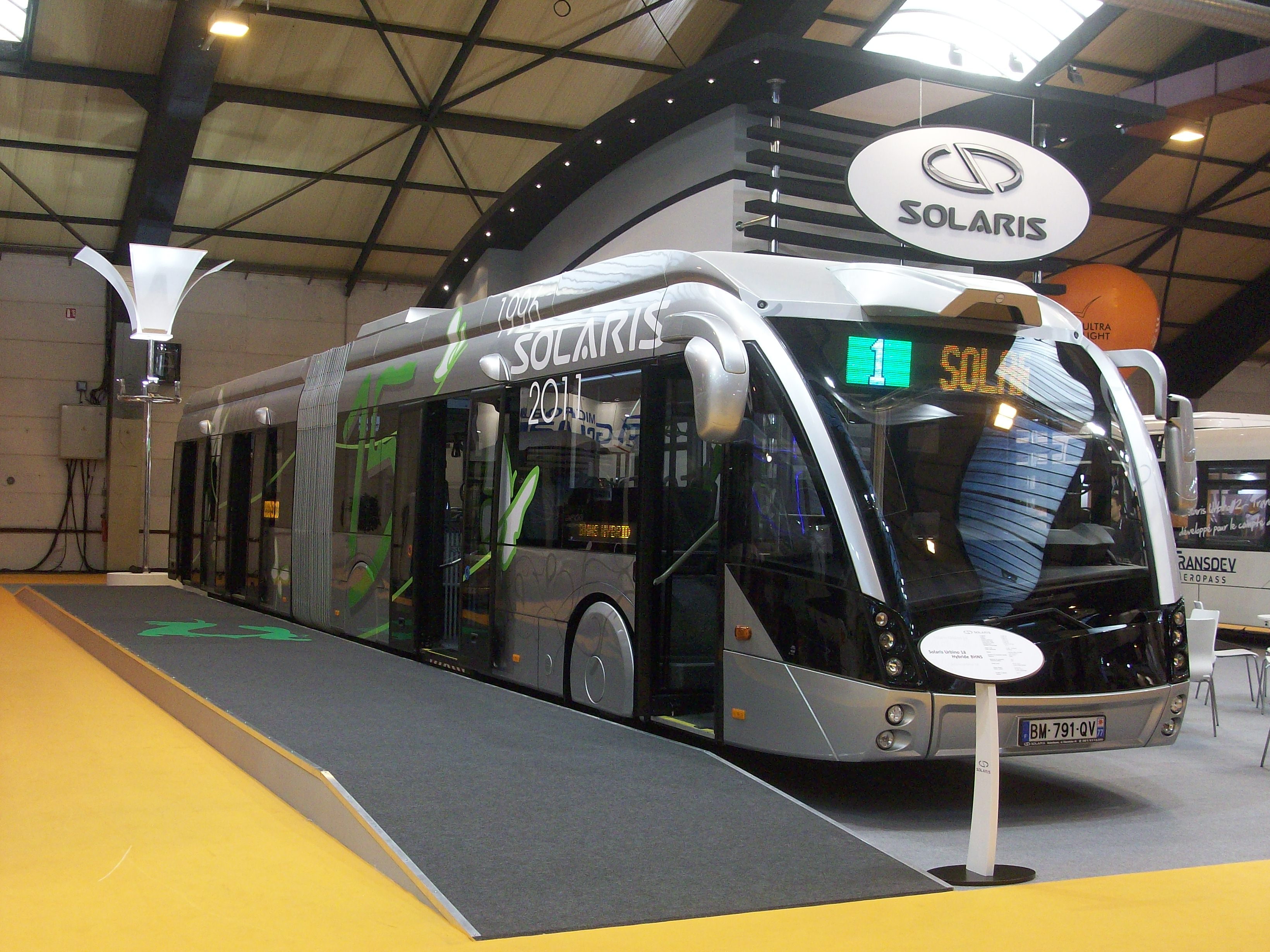
Un Solaris Urbino 18 Hybrid MetroStyle Allison

- Solaris Urbino 18 (low floor, diesel)
- Solaris Urbino 18 CNG (low floor, metano)
- Solaris Urbino 18 Hybrid (low floor, ibrido elettrico/diesel)
- Solaris Urbino 18 Electric (low floor, elettrico)
- Solaris Urbino 18,75 (low floor, diesel)
- Solaris Urbino 18,75 Electric (low floor, elettrico) [5]

#### Solaris Trollino
- Solaris Trollino 12 (filobus a due assi)
- Solaris Trollino 15 (filobus a tre assi)

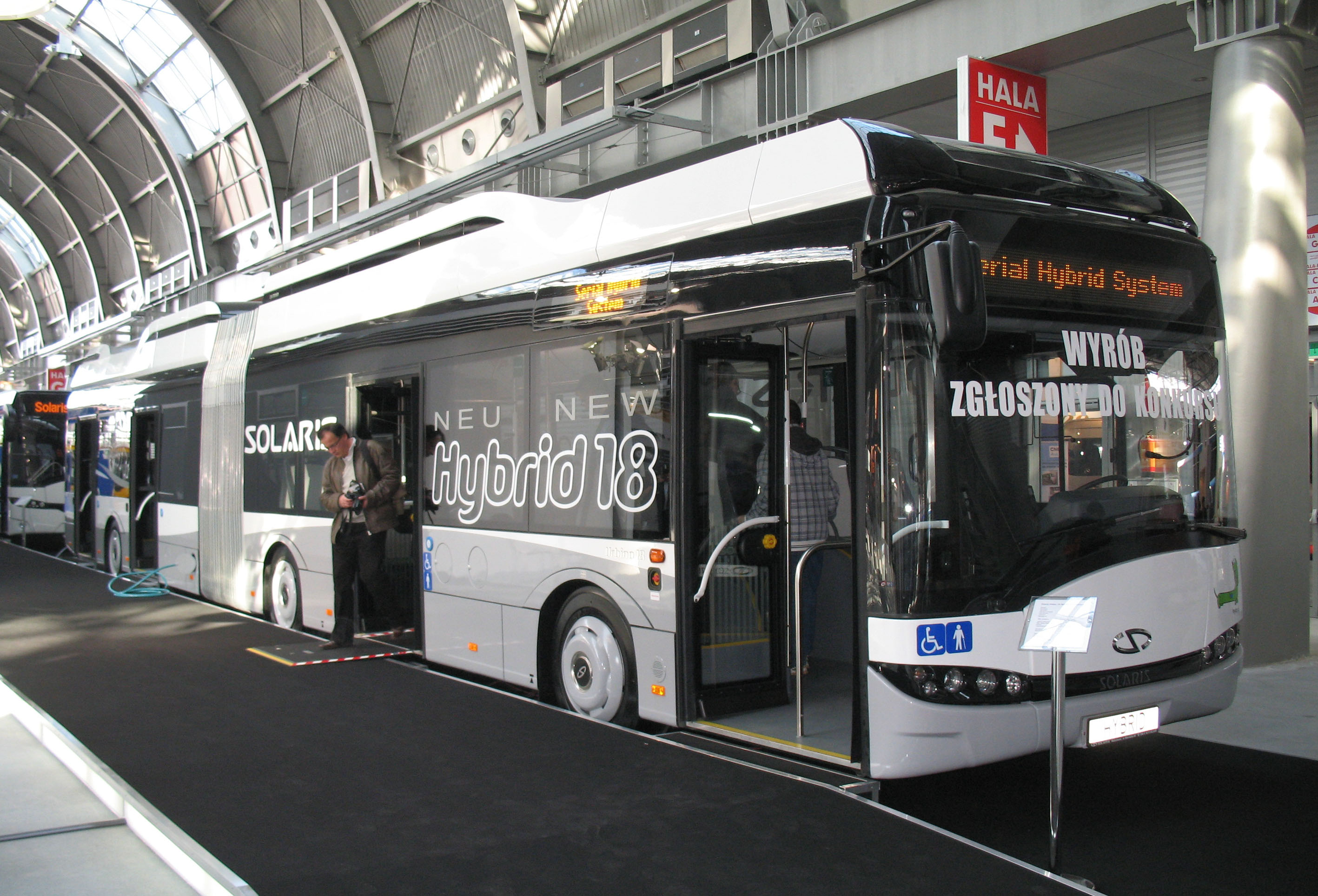
Un Solaris Urbino 18 Hybrid Vossloh Kiepe

- Solaris Trollino 18 (filobus articolato)

#### Solaris Metrostyle
Il Solaris MetroStyle è una linea di autobus Solaris esteticamente modificati, in vista di un uso praticamente esclusivo sulle linee di tipo BRT, Bus Rapid Transit, e quindi dove costruire tranvie non è possibile. Essi sono dotati di un design futuristico che riprende in particolar modo le linee del tram Solaris Tramino (da quest'ultimo, specialmente il lato frontale del mezzo), assumendo quindi una maggiore aerodinamicità, a scapito però della porta anteriore che, da due ante rototraslanti, passa ad anta singola.
Nel 2014, è stata prodotta una versione MetroStyle del Solaris Trollino 12, che circolerà a Castellón de la Plana, in Spagna.
- Solaris Urbino 18 MetroStyle (versione diesel Euro 5 o Euro 6)
- Solaris Urbino 18 Hybrid MetroStyle, (versione a trazione ibrida)
- Solaris Trollino 18 MetroStyle (versione filobus equipaggiata da Cegelec in servizio a Salisburgo)Un Solaris Urbino 8,9LE Electric a Poznań

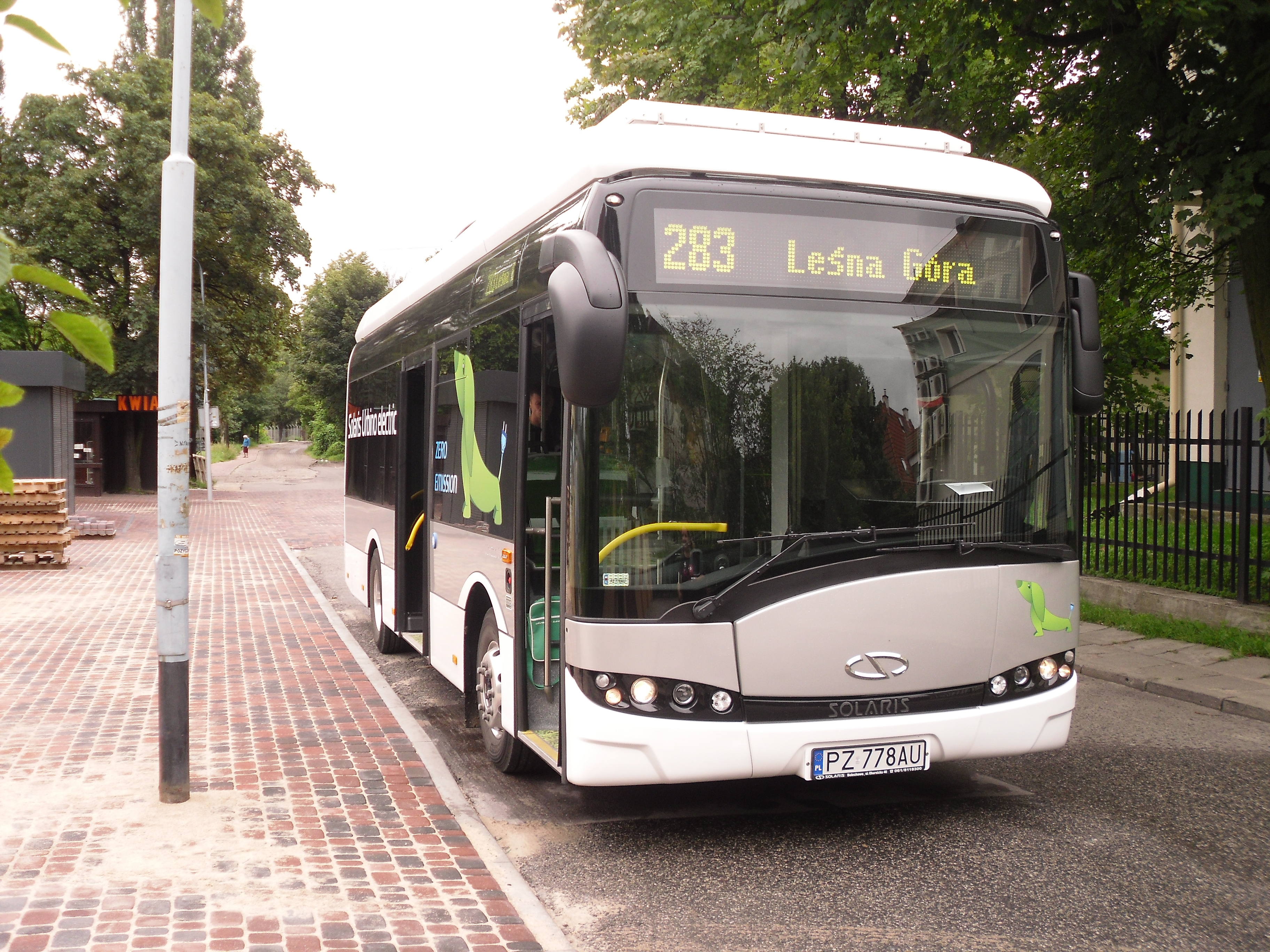
Un Solaris Urbino 8,9LE Electric a Poznań

#### Altri modelli
- Solaris InterUrbino 12 (interurbano a pianale rialzato, diesel)
- Solaris InterUrbino 12,8 (interurbano a pianale rialzato, diesel)
- Solaris Vacanza 12 (pullman GT, diesel)
- Solaris Vacanza 13 (pullman GT, diesel)
- Solaris Valletta (prodotto in sole 4 unità destinate a Malta. Ora fuori produzione.)

#### Autobus speciali

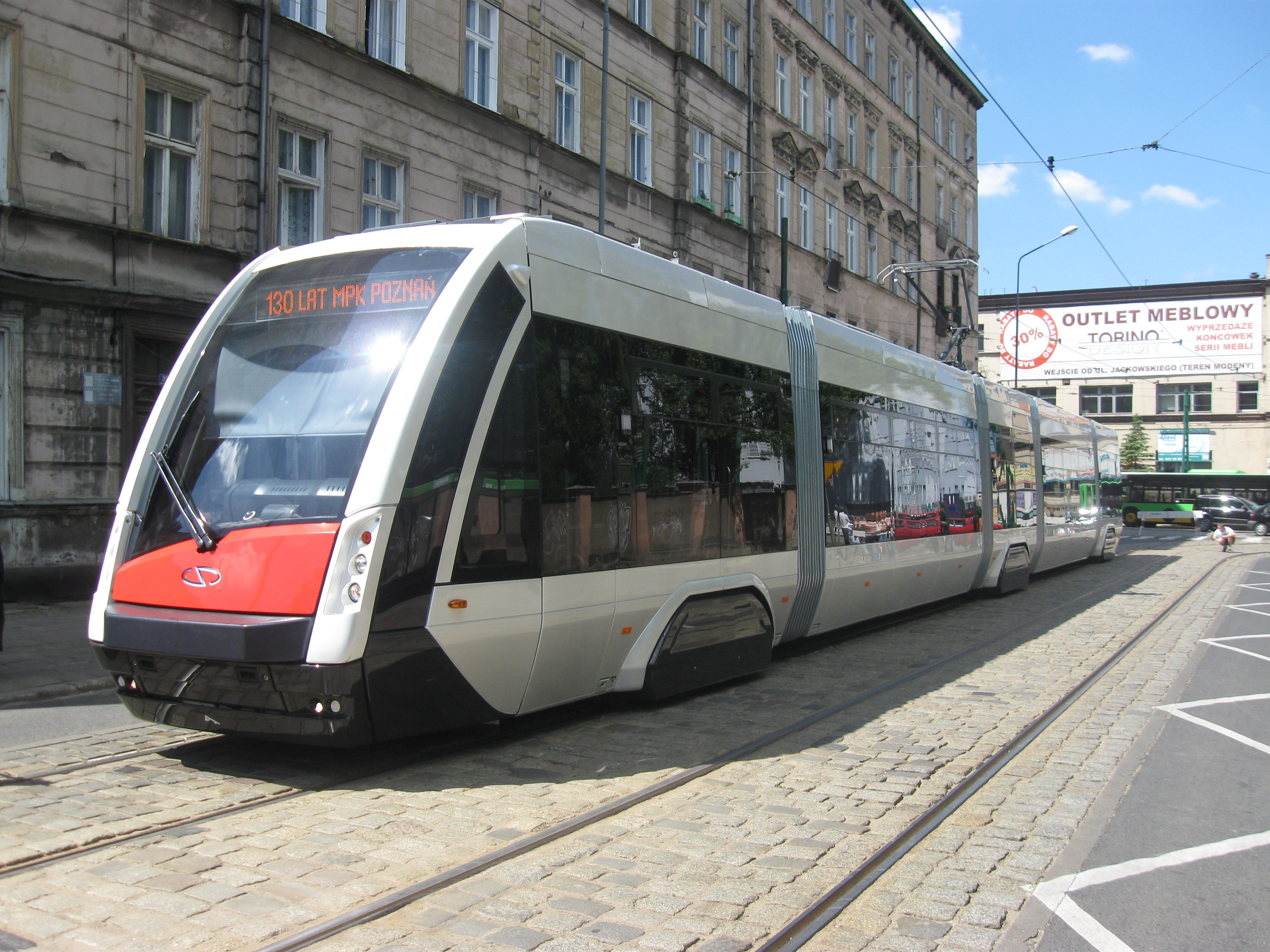
Il prototipo Solaris Tramino S100 in prova

Solaris Bus ha prodotto anche diversi autobus per compiti speciali:
- Neoplan N4009 VIP, midibus Neoplan per il trasporto VIP nell'aeroporto di Varsavia;
- Oribus, autobus Neoplan convertito in salone di bellezza per l'azienda Oriflame;
- Solaris Airport Bus, modelli Solaris Urbino 10 e 12 convertiti in autobus aeroportuali con l'aggiunta di porte su entrambi i lati e aumento della capacità dei passeggeri. Gli Airport Bus si trovano negli aeroporti di Łódź, Varsavia, Stoccarda, Amburgo e Ostrava.

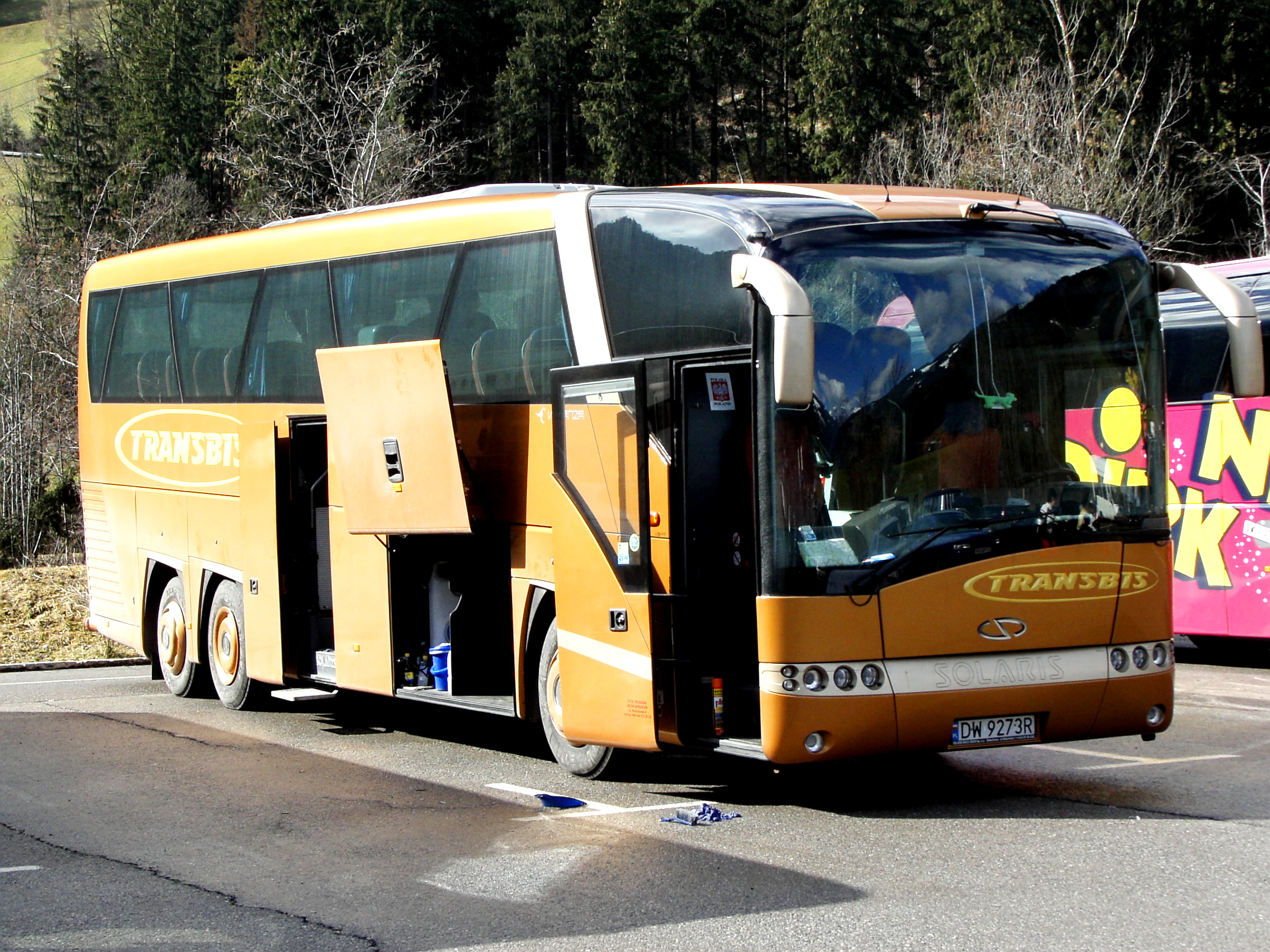
Solaris Vacanza 13

## Impieghi
Gli autobus Solaris sono stati acquistati anche al di fuori dell'Europa, in particolare negli Emirati Arabi Uniti, a Dubai, e in Turchia, a Izmir, con i modelli Urbino 18.
Gli autobus Solaris sono diffusi in tutta Europa. I tram Tramino sono presenti in quattro città europee: Jena e Braunschweig (Germania), Olsztyn, Stettino e Poznań (Polonia). I filobus Trollino sono diffusi in diverse nazioni europee quali Polonia, Repubblica Ceca, Bulgaria, Ungheria, Austria, Germania e Italia.
Nella città rumena di Cluj Napoca sono messi in circolazione a maggio 2018 i primi autobus elettrici Solaris Urbino 12 Electric di tutta la Romania.